# Asteri (comte de les Hispànies)

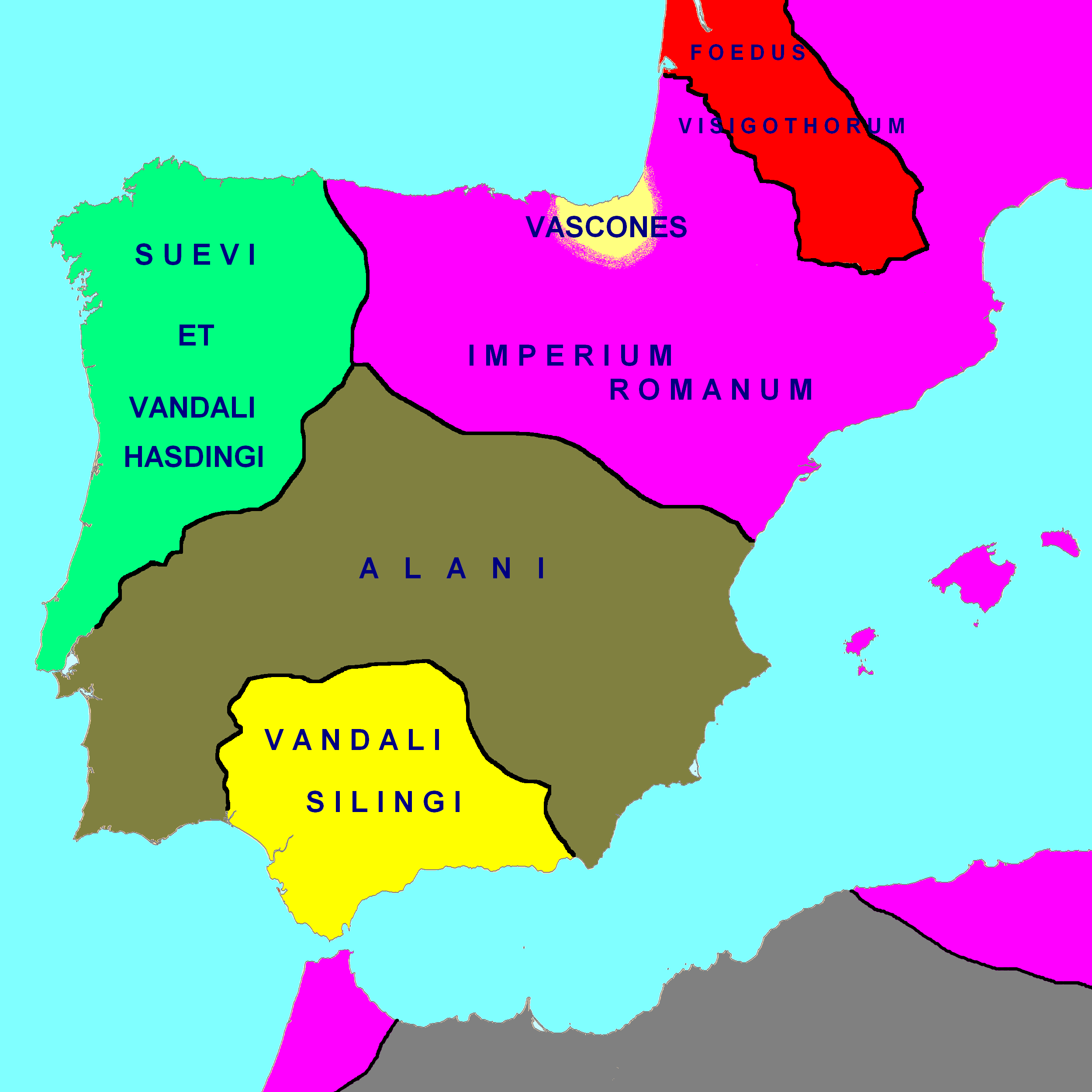
Hispània l'any 416

Asteri   (Madrid, segle IV - Hispània romana, dècada del 420) va ser un general romà que va ostentar el títol de comte de les Hispànies (Comes Hispaniarum) i amb aquesta dignitat va participar en una expedició militar contra els vàndals, poble que s'havia establert en el del nord de la Gal·lècia. També va derrotar l'usurpador Maximus de Hispania, qui se havia refugiat entre aquestes tribus d'origen germànic. A causa del seu coratge militar i la seva quantitat considerable de victòries al camp de batalla, va rebre el títol de Patrici el 422.

## Campanya a Hispània
Després de les victòries de Wallia en les campanyes de 416 i 418, els alans i vàndals silinges que havien estat derrotats es van refugiar amb el vàndals hasdinges, que s'havien establert en les àrees costaneres de Gal·lècia, al nord del riu Miño. Els vàndals, necessitant de nous territoris nous per establir una població creixent, van expandir-se al sud i van blocar els seus veïns, el sueus, a la Batalla dels Nervasos el 419.
El 419 se li va encomanar a Asteri com a comte de les Hispànies amb un potent contingent de l'exèrcit Romà acabar de recuperar els territoris que havien ocupat els invasors a Hispania i ensorrar la segona revolta de Maximus de Hispania.
El 419, un sacerdot, Frontó, va acusar diverses famílies importants, incloent la d'Asteri, de Priscil·lianisme. Per aquest motiu va haver de viatjar a Tarraco per defensar-se a ell i a la seva família d'aquestes acusacions.
En el mateix any, Asteri va establir el seu pretori a Tàrraco, on va reunir un exèrcit per començar una campanya militar a Gal·lècia. Es tractava d'assistir a l'exercit sueu, que es trobava assetjat pels vàndals. La campanya va acabar en victòria a les muntanyes Nervases. Encara que va ser incapaç d'impedir que un continguen gran de vàndals fugís cap a la Bètica, Maurocelus, el vicarius, els va interceptar a Bracara Augusta el 420 i els vàndals van quedar engronats entre els dos exèrcits romans.
Asteri va ser cridat a Ravenna el 421 després de la designació de Constanci III com a emperador i va ser designat patrici.
Una font suggereix que va ser magister militum, d'altres ho posen en qüestió, però documenten que un altre Hispano-romà era magister militum va lluitar a les bagaudes de la Tarraconensis el 441. Pot ser que un Asteri hagués estat confós amb un altres. D'altres fonts també especulen sobre que els dos podrien tenir relació, ja que el número d'oficials imperials d'Hispània documentats en les cròniques d'aquest moments disminueix considerablement.